# Walter Rieger (Politiker)
Walter Rieger (* 5. Dezember 1908 in Köln; † 1. August 1989 ebenda) war ein deutscher Jurist und Politiker (FDP).

## Leben und Beruf
Nach dem Abitur 1928 studierte Rieger Rechts- und Staatswissenschaften an der Universität zu Köln. Er bestand 1932 das erste juristische Staatsexamen, promovierte 1933 zum Dr. jur. und beendete sein Studium 1937 mit dem zweiten juristischen Staatsexamen. Von 1937 bis 1939 war er als Gerichtsassessor und wissenschaftlicher Assistent an der Kölner Universität tätig. Nach seiner Ernennung zum Landgerichtsrat 1940 arbeitete er als Referent beim Reichskommissar für die Preisbildung in Berlin. Seit 1941 wurde er als Stabsintendant beim Oberkommando des Heeres (OKH) eingesetzt. Zuletzt geriet er in US-amerikanische Kriegsgefangenschaft.
Rieger wurde 1946 als Referent beim nordrhein-westfälischen Wirtschaftsministerium in Düsseldorf beschäftigt. Von 1949 bis 1957 sowie seit 1959 war er als Rechtsanwalt und Fachanwalt für Steuerrecht in Köln-Lindenthal tätig.

## Parteien
Rieger trat zum 1. Mai 1937 in die NSDAP ein (Mitgliedsnummer 4.066.357). Er schloss sich dann 1952 der FDP an und war von 1953 bis 1957 Vorsitzender des Bezirksehrengerichtes der FDP in Köln.

## Abgeordneter
Rieger gehörte dem Deutschen Bundestag von 1961 bis 1965 an. Er war über die Landesliste Nordrhein-Westfalen ins Parlament eingezogen.

## Öffentliche Ämter
Rieger amtierte 1957/58 als Regierungspräsident des Regierungsbezirkes Köln.